# Tibor Pézsa
Péter Marót (* 15. listopadu 1935, Ostřihom, Maďarsko) je bývalý maďarský sportovní šermíř, který se specializoval na šerm šavlí.
Maďarsko reprezentoval v šedesátých a sedmdesátých letech. Na olympijských hrách startoval v roce 1964, 1968 a 1972 v soutěži jednotlivců a družstev. V soutěži jednotlivců získal na olympijských hrách 1964 zlatou olympijskou medaili a na olympijských hrách 1968 bronzovou olympijskou medaili. V roce 1970 získal titul mistra světa v soutěži jednotlivců. S maďarským družstvem šavlistů vybojoval na olympijských hrách 1968 a 1972 bronzovou olympijskou medaili a v roce 1966 získal s družstvem titul mistra světa.